# Clarence (serie animata)
Clarence è una serie televisiva animata statunitense del 2014, creata da Skyler Page.   
La serie segue le avventure di Clarence insieme ai suoi due migliori amici Jeff e Sumo. 
La serie è stata trasmessa per la prima volta negli Stati Uniti su Cartoon Network dal 17 febbraio 2014 al 24 giugno 2018, per un totale di 130 episodi ripartiti su tre stagioni. In Italia è stata trasmessa dal 22 settembre 2014 al 29 giugno 2018.
Il 4 aprile 2017, il doppiatore Spencer Rothbell ha annunciato la fine della serie con la terza stagione.

## Trama
La serie si concentra sulla vita quotidiana di Clarence Wendle, un ragazzo divertente, stupido e spiritoso, e dei suoi migliori amici: Jeff, che è il tipo più intellettuale, e Sumo, che spesso usa misure drastiche per risolvere i problemi.
Clarence vive con la madre divorziata Mary e il suo fidanzato Chad nella città immaginaria di Aberdale, Arizona, vicino a Phoenix. Ogni episodio si concentra sulle situazioni di vita quotidiana e sui problemi che Clarence e i suoi amici incontrano, e sulle loro avventure quotidiane e le loro esperienze di vita da bambini.
Altri personaggi includono studenti e docenti della scuola elementare di Aberdale, la scuola di Clarence. Alcuni episodi si concentrano sulla vita dei personaggi di supporto, come i cittadini di Aberdale e i compagni di classe di Clarence.

## Episodi
| Stagione         | Episodi | Prima TV USA | Prima TV Italia |
| ---------------- | ------- | ------------ | --------------- |
| Prima stagione   | 51      | 2014-2015    | 2014-2016       |
| Seconda stagione | 39      | 2016-2017    | 2016-2017       |
| Terza stagione   | 40      | 2017-2018    | 2017-2018       |
| Corti            | 13      | 2015-2017    | 2015-2017       |

## Personaggi

### Personaggi principali
- Clarence Wendle (stagioni 1-3), voce originale di Skyler Page (ep.1-32, 35-36), Spencer Rothbell (ep.33-34, 37-130) e Nick Pitera (canto), italiana di Federico Bebi (voce) e Mirko Fabbreschi (canto).

È il protagonista della serie, bambino di 10 anni, cicciottello e amico di Jeff e Sumo. Adora il cibo e ama divertirsi con i suoi amici all'aperto. È un bambino tonto, pigro, ingenuo, ma simpatico, socievole e sensibile con una grande immaginazione. È sempre disposto ad aiutare il prossimo e a far sentire tutti a loro agio, tanto da rinunciare alla sua cena e a premiare gli altri.
- Jeffrey "Jeff" Randell (stagioni 1-3), voce originale di Sean Giambrone, italiana di Antonella Baldini.

Amico di Clarence e Sumo. È un bambino di 10 anni, intelligente, perfettino, pignolo, gentile e sensibile. Tuttavia, si adira se non riesce ad essere il migliore in qualsiasi competizione ed è ossessionato dalla pulizia e dall'ordine, oltre ad avere una lunga lista di fobie; Jeff, infatti, ha il disturbo ossessivo-compulsivo di personalità. È anche innamorato di Malessica, che ricambia i sentimenti, anche se non avrà mai il coraggio di dirglielo. Ha sei dita su un piede, il che è causa inizialmente di imbarazzo.
- Ryan "Sumo" Sumouski (stagioni 1-3), voce originale di Jason Marsden (ep. pilota) e Tom Kenny, italiana di Davide Garbolino.

Uno dei principali amici di Clarence. È un bambino di 10 anni basso, pelato e dall'atteggiamento scontroso, ma di buon cuore. Non ha i capelli, perché nel loro primo incontro, per gioco, se li fa rasare da Clarence. Ha un comportamento da bulletto e vive con i suoi numerosi fratelli e i genitori, che si comportano tutti come lui. Il suo comportamento scontroso deriva infatti dall'esempio ricevuto in famiglia. Come Clarence, spesso evita di lavarsi le mani prima di mangiare, ciò fa andare su tutte le furie Jeff. È molto furbo e piuttosto istintivo. Inoltre, non si fa mettere i piedi in testa da nessuno. Sumo sembra avere l'ADHD, oppure, un disturbo oppositivo-provocatorio, il che spiega il perché dei suoi comportamenti spericolati e la sua iperattività.
- Mary Wendle (stagioni 1-3), voce originale di Katie Crown, italiana di Francesca Guadagno.

La madre di Clarence. Ha 37 anni ed è una parrucchiera e madre responsabile.
- Charles "Chad" Caswell III (stagioni 1-3), voce originale di Eric Edelstein, italiana di Emiliano Reggente.

Il patrigno di Clarence. Ha 39 anni ed è piuttosto caotico, non ci sono riferimenti ad un suo eventuale impiego.

### Personaggi di supporto
- Chelsea Keezheekoni (stagioni 1-3), voce originale di Grace Kaufman, italiana di Francesca Teresi.

Una bambina di 10 anni dall'enorme capigliatura riccia e folta, legati in una coda di cavallo, e porta l'apparecchio. È un vero maschiaccio, nulla la disgusta ed ha una cotta per Sumo anche se non lo ammette.
- Signorina Melanie Baker (stagioni 1-3), voce originale di Katie Crown, italiana di Antonella Alessandro.

Una maestra che lavora nella scuola locale. Ha 31 anni con un carattere protettivo, tuttavia è facilmente irritabile a causa della sua pessima vita amorosa.
- Belson Noles (stagioni 1-3), voce originale di Jason Marsden (ep. pilota) e Roger Craig Smith, italiana di Davide Lepore.

Amico, ma più spesso nemesi di Clarence, Jeff e Sumo. Dice di odiare Clarence ma in realtà è solo geloso; ma non lo ammette mai. È un bambino di 11 anni bassetto, ricco, con un naso a patata ed è un musone. Spesso cerca di mettersi al centro dell'attenzione fallendo miseramente. Il suo nome, con le iniziali invertite, deriva da quello di Nelson Boles, sceneggiatore della serie.
- Nathan Springfellow (stagioni 1-3), voce originale di Skyler Page e Damien Haas, italiana di Paolo Vivio e Antonella Baldini.

Un amico di Belson e un compagno di classe di Clarence. A scuola prende sempre brutti voti o dimentica il quaderno a casa per poi prendere un altro brutto voto. È enorme, con la testa quadrata, le lentiggini e pochissimi capelli in testa. Si comporta come la guardia del corpo di Belson e sembra amico di Percy.
- Dustin Conway (stagioni 1-3), voce originale di Kyle Arem, italiana di Gaia Bolognesi.
- Percy (stagioni 1-3), voce originale di Roger Craig Smith, italiana di Barbara Sacchelli

Un compagno di classe di Clarence, che assomiglia tanto a una pallina da baseball. È scarsissimo a scuola, ha pochissimi capelli in testa ed è molto goffo e insicuro. È amico di Nathan.
- Breehn (stagioni 1-3), voce originale di Joshua Rush, italiana di Francesca Teresi e Ughetta d'Onorascenzo.

Un compagno di classe di Clarence, che teme solo i suoi genitori. È un bambino di 10 anni molto intelligente e preciso, ma certe volte un po' scarso.
- Kimberly "Kimby" Knutson (stagioni 1-3), voce originale di Isabella Niems, italiana di Mattea Serpelloni.
- Malessica (stagioni 1-3), voce originale di Ivy Bishop, italiana di Serena Sigismondo.

Una bambina di 10 anni molto carina, è innamorata di Jeff, ma non avrà mai il coraggio di dirglielo perché pensa di non piacergli.
- Courtlin (stagioni 1-2), voce originale di Tayler Buck.
- Joshua "Josh" Maverick (stagioni 1-2), voce originale di Brent Popolizio, italiana di Daniele Giuliani.

### Personaggi secondari
- Amelia "Amy" Gillis (stagioni 1-3), voce originale di Ava Acres.

È una ragazzina di 10 anni che appare nell'episodio "Nuove amicizie". Fa amicizia con Clarence invitandolo ad una gita in bicicletta riuscendo così a trovare un masso enorme nel mezzo del bosco.
- Amy Shutzger (stagioni 1-3), voce originale di Skyler Page (st. 1) e Damien Haas (st. 2), italiana di Mattea Serpelloni.

- Signor Jim Reese (stagioni 1-3), voce originale di Donovan Patton e Spencer Rothbell, italiana di Alan Bianchi, Fabrizio Russotto e Roberto Fidecaro (ep.1×41)

Il preside della scuola. Un uomo sui 56 anni piuttosto burbero. È un ex-poliziotto.
- Signorina Brenda Shoop (stagioni 1-3), voce originale di Katie Crown, italiana di Germana Savo, Antonella Alessandro e Francesca Guadagno.

Sono il personale della scuola. La prima è la maestra, il secondo il preside e la terza la sorvegliante del cortile. La prima è una donna di 31 anni con un carattere protettivo, tuttavia irritabile a causa della sua pessima vita amorosa. Il secondo è un uomo sui 56 anni piuttosto burbero e la terza è una donna sui 59 anni spietata, severa e del tutto egoista.
- Melvin "Mel" Sumouski (stagioni 1-3), voce originale di John DiMaggio, italiana di Riccardo Scarafoni.

- Brady Brown (stagioni 1-3), voce originale di Daniel DiMaggio, italiana di Maura Cenciarelli, Simone Veltroni e Lorenzo Crisci

Un bambino di 9 anni basso e insicuro, con gli occhiali. È innamorato di Mavis,  una ragazzina dai capelli rossi, ma quando provò a parlare con lei, divenne troppo timida e scappò via.
Il personaggio è ispirato a Charlie Brown 
- Mavis (stagioni 1-3), voce originale di Spencer Rothbell.

Una bambina di 9 anni dai capelli rossi disegnata senza il naso. Sempre sorridente, ha l'abitudine di bere l'acqua dall'idrante e ha sempre avuto spazio negli episodi come comparsa (circa in dieci episodi della serie) e in uno solo ha parlato: nel l'episodio "viaggio verso casa" quando Brady parlò con lei. È molto emotiva ma piuttosto taciturna a causa della sua timidezza e della sua debolezza, anche se sembra che ami un altro bambino, ma di cui non viene mai fatto il nome
- Regis Gilben (stagioni 1-3).

Un bambino che appare nel compleanno di Jeff. Ha la forma di un manichino, non parla (non ha mai parlato) e ha sempre la bocca aperta. Ma è apparso anche in uno dei corti, "L'amico silenzioso". Jeff nell'episodio "un sogno di carta straccia" gli ha rotto la spina dorsale. Da allora è paralizzato e sembra guardarti male con uno spaventoso sguardo. È amico di Jeff Randell.
- Signor Noles (stagioni 1-3), voce originale di Rick Zieff.

Il padre di Belson. È sempre in viaggio e nella serie appare solo una volta, nell'episodio "Il dirigente d'azienda".Ha comprato la casa di Charlmes Santiago, l'ex vicino di casa di Clarence, dove ora vive Belson.
- Chalmers Santiago (stagioni 1-3).

L'ex vicino di casa di Clarence, un dipendente del padre di Belson. Non si è mai visto né sentito ma ha lasciato segni della sua presenza.
- Balance (stagioni 1-3), voce originale di Spencer Rothbell, italiana di  Francesco De Francesco e Luca Graziani

La versione malvagia di Clarence. Dice di essere un bambino ma in realtà è un uomo. Sa entrare nella mente delle persone ed è l'antagonista di alcuni episodi. Una volta era "amico" di Clarence.
- Jeremy (stagioni 1-3), voce originale di Henry Kaufman, italiana di Maura Cenciarelli e Stefano Broccoletti

Un bambino simile a Clarence. È un sogno e appare in tutti i sogni di Clarence.
- Clarence "Larry" Jebedriah (stagioni 1-3), voce originale di Skyler Page (st. 1) Spencer Rothbell (st. 2-3), italiana di Gerolamo Alchieri e Mario Bombardieri.
- Susan "Sue Randell" (stagioni 1-3), voce originale di Tig Notaro, italiana di Francesca Rinaldi.
- Rosie Randell (stagioni 2-3), voce originale di June Squibb, italiana di Roberta Gasparetti e Gilberta Crispino.
- Ufficiale Carol Moody (stagione 3), voce originale di Jeanne Elias, italiana di Paola Majano.

## Sigla italiana
La sigla, sull'emittente Cartoon Network, è cantata dai Raggi Fotonici su base originale, invece nell'emittente Boing è stata lasciata la versione originale.

## Produzione
All'inizio del 2013, Clarence è stato annunciato insieme a varie altre serie. La serie è stata creata da Skyler Page, ex storyboard artist di Adventure Time e revisionista di Secret Mountain Fort Awesome. È il quarto creatore sul canale che si è laureato al California Institute of the Arts, e a 24 anni è anche il più giovane. Come parte del loro programma di sviluppo di cortometraggi nel 2012, la serie è stata sviluppata presso i Cartoon Network Studios; anche altri quattro, Steven Universe, Avventura nella foresta dei misteri, Siamo solo orsi e Lunga vita ai reali sono nati da questa iniziativa.
Page, insieme al direttore creativo Nelson Boles, ha ideato la mostra al CalArts. Una troupe di poche persone ha lavorato all'episodio pilota e dopo l'approvazione della serie sono stati assunti una troupe di 30-35 scrittori, storyboard artist, revisionisti, coloristi e designer . Nel frattempo, l'animazione viene esternalizzata in Corea del Sud attraverso la Saerom Animation. Page ha spiegato che la parte più difficile della produzione era tenere il passo, soprattutto dove, una volta che un episodio è stato completato, si deve ricominciare da capo. Lo ha definito "eccitante", ma "molto impegnativo".
Secondo lo scrittore Spencer Rothbell, la serie è stata creata con un tono naturalistico, simile ai cartoni animati degli anni '90, combinato con una sensazione più moderna. Grazie a questo naturalismo, gli scrittori possono fare riferimento a opere che hanno ispirato per loro o che si adattano al genere di un episodio. Alla fine ha pensato che si trattava di "dare potere ai bambini e divertirsi". Rothbell evita anche il "piccione" in un tipo di storia, e che mentre alcune trame sono per lo più guidate dai personaggi, altre sono "basate su un'idea che pensiamo sia davvero divertente". L'ispirazione è venuta anche dai programmi che Page ha visto da bambino, che ha invocato situazioni più toccanti e relazionabili. Nonostante questo, sono ammessi elementi di fantasia, e che trasmettere entrambi incongrui l'uno all'altro era una tecnica che gli piaceva particolarmente. Boles ha osservato che l'art direction ha creato un design dei personaggi incoerente per evitare di dover adattare perfettamente il modello del personaggio con l'universo, risultato di quello che lui chiama l'effetto Simpson. L'attenzione è rivolta anche ai personaggi di sfondo, al fine di espandere la varietà nella sua trama e nel suo universo.

### Licenziamento di Page
Nel luglio 2014, Skyler Page è stato licenziato da Cartoon Network Studios Un portavoce di Cartoon Network ha confermato che la serie continuerà nonostante la sua assenza. Spencer Rothbell divenne in seguito il capo della storia e la voce di Clarence.

## Diffusione
Clarence è stato originariamente presentato in anteprima al San Diego Comic-Con International di 2013. Cartoon Network aveva commissionato dodici episodi di un quarto d'ora, con l'episodio pilota in onda dopo lo spettacolo Hall of Game Awards il 17 febbraio 2014. Il primo episodio, trasmesso il 14 aprile 2014, è stato accolto con una stima di 2,3 milioni di telespettatori, superando gli spettacoli nella sua stessa fascia oraria demografica per percentuali a due e tre cifre.
Clarence è stato trasmesso per la prima volta in Canada su Teletoon il 4 settembre 2014. In Australia, la serie è arrivata il 6 ottobre 2014 mentre nel Regno Unito e in India rispettivamente il 3 novembre 2014 e il 1º giugno 2015.